# Guam i olympiska sommarspelen 2000
Guam deltog i de olympiska sommarspelen 2000 med en trupp bestående av 7 deltagare, 5 män och 2 kvinnor, och de tog inga medaljer.

## Friidrott
Herrarnas 100 meter
- Philam Garcia
  1. Omgång 1 - 11.21 (gick inte vidare)

Herrarnas maraton
- Rhonda Davidson-Alley
  1. Final - 3:13:58 (44:e)

## Cykling

### Terrängcykling
Herrarnas terränglopp
- Derek Horton
  1. Final - DNF

### Landsvägscykling
Herrarnas linjelopp
- Jazy Fernandez Garcia
  1. Final - DNF

## Segling
| Klass | Seglare       | Lopp | Lopp | Lopp | Lopp | Lopp | Lopp | Lopp | Lopp | Lopp | Lopp | Lopp | Resultat | Placering |
| Klass | Seglare       | 1    | 2    | 3    | 4    | 5    | 6    | 7    | 8    | 9    | 10   | 11   | Resultat | Placering |
| ----- | ------------- | ---- | ---- | ---- | ---- | ---- | ---- | ---- | ---- | ---- | ---- | ---- | -------- | --------- |
| Laser | Brett Chivers | 31   | 33   | 40   | 36   | 24   | 39   | DNC  | DNC  | DNC  | DNC  | DNC  | 335      | 41        |